# Salladsslunga

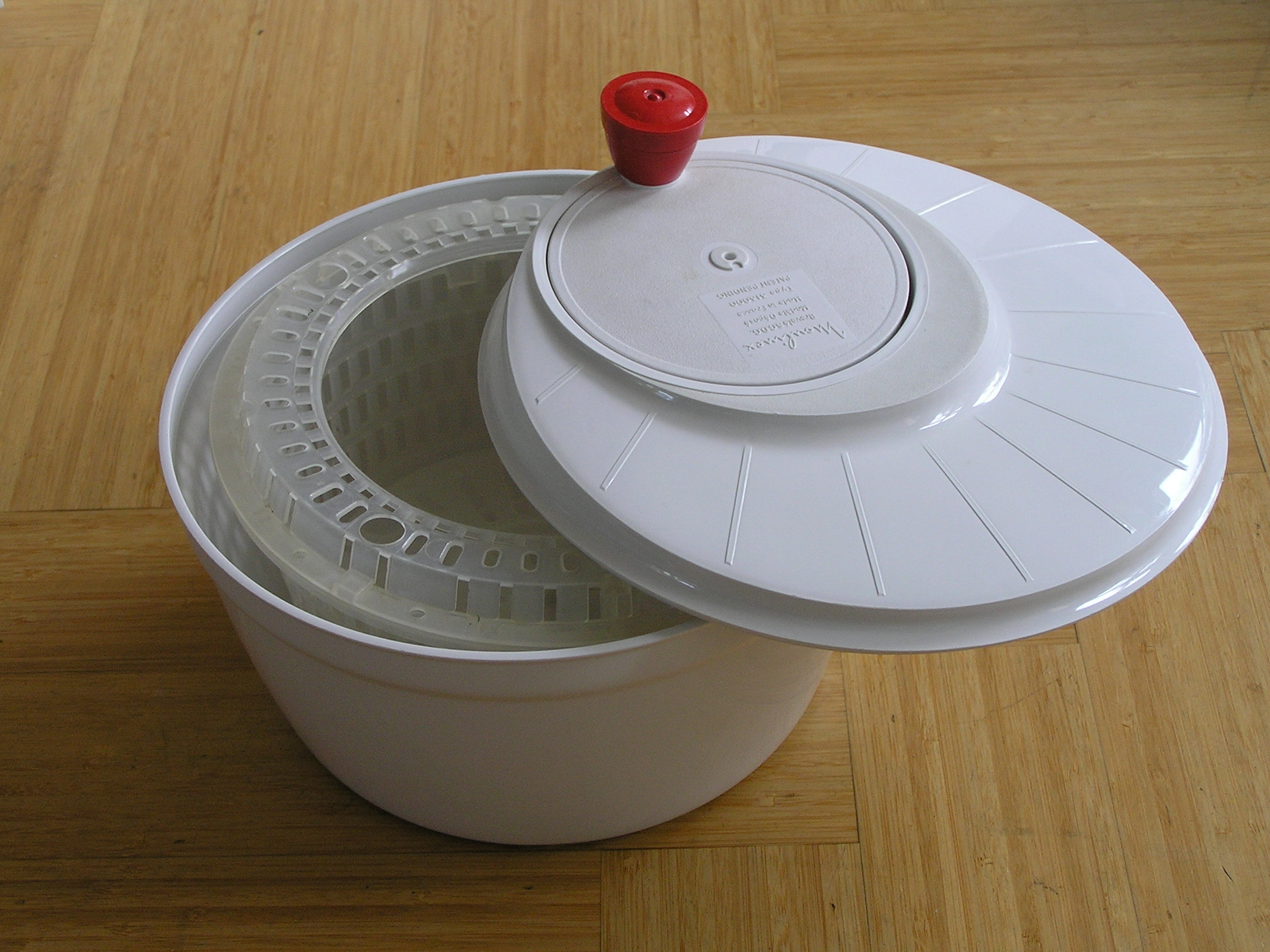
En salladsslunga.

Salladsslunga, även kallad salladssnurra, är en anordning för att snabba upp avrinning och ta bort överskottsvatten från avsköljda grönsaker, främst sallat. Anordningen fungerar i allmänhet så att grönsakerna placeras i en perforerad trumma som hastigt fås i rotation (vanligen med handkraft), varvid vattnet slungas ut från grönsakerna genom den perforerade trumman, medan grönsakerna stannar kvar i trumman, på samma sätt som vatten centrifugeras ut från tvätt i en tvättmaskin.
Enligt schweiziska källor uppfanns salladsslungan under 1950-talet av schweizaren Karl Zysset, grundare till det schweiziska köksföretaget Zyliss. Han uppfann även andra köksredskap som vitlökspressen och lökhackaren. Den moderna salladsslungan i plast som bygger på centrifugalkraft brukar tillskrivas de franska formgivarna Jean Mantelet och Gilberte Fouineteau, som tog patent 1971 och 1973. Jean Mantelet grundade företaget Moulinex och 1974 fanns salladsslungan på den amerikanska marknaden.